# HESA Shahed 129
Schahed 129 (persisch شاهد  ١٢٩, deutsch: „Augenzeuge“) ist das erste iranische luftangriffsfähige unbemannte Luftfahrzeug und wurde im September 2012 der Öffentlichkeit vorgestellt. Es wurde im September 2013 bei der Luftwaffe der Iranischen Revolutionsgarde (IRSAF) in Dienst gestellt.

## Geschichte
Die Entwicklung der unbemannten Luftfahrzeuge im Iran begann bereits 2007 durch den Nachbau von Wankelmotoren, die in der kleineren Vorgängerentwicklung Schahed 123 Verwendung fanden. Die Forschung und Entwicklung sowie die Produktion von verschiedenen Teilen erfolgte durch die Malek-Aschtar-Universität und das Rüstungsunternehmen Shahed Aviation Industries Research Center (SAIRC) unter Kontrolle der Iranischen Revolutionsgarde. Die Endmontage erfolgt durch die Iran Aircraft Manufacturing Industrial Company (HESA).

## Konstruktion
Nach iranischen Angaben ist sie in der Lage, Aufklärungs- und Kampfmissionen mit einer Einsatzdauer von 24 Stunden durchzuführen. Die Schahed 129 hat eine Reichweite von 1700 km und eine Einsatzhöhe von rund 7300 Metern und wird daher als Medium Altitude Long Endurance (MALE) klassifiziert. Zur Bewaffnung kann die Schahed 129 mit acht Antischiffraketen vom Typ Sadid-1 bestückt werden. Der Aufklärungsradius beträgt bis zu 200 km. Militärexperten schätzen die Spannweite auf 16 Meter und die Länge auf rund 8 Meter. Die Schahed 129 soll in der Konfiguration dabei der britischen Watchkeeper WK450 ähneln und vom Design der im Vergleich hierzu kleineren israelischen Elbit Hermes 450. Am 28. November 2019 wurde eine Variante der Schahed 129 für die iranische Marine mit dem Namen Simorgh vorgestellt.

## Technische Daten
| Kenngröße              | Daten der HESA Shahed-129A                                    | Simorgh                   |
| ---------------------- | ------------------------------------------------------------- | ------------------------- |
| Länge                  | 8 m                                                           | 8 m                       |
| Spannweite             | 16 m                                                          | 16 m                      |
| Höhe                   | 3,1 m                                                         | N/A                       |
| max. Nutzlast          | 400 kg                                                        | N/A                       |
| Marschgeschwindigkeit  | 150 km/h                                                      | N/A                       |
| Dienstgipfelhöhe       | 7300 m                                                        | 7600 m                    |
| Einsatzradius          | 1700 km                                                       | 1500 km                   |
| Überführungsreichweite | 3400 km                                                       | N/A                       |
| max. Flugdauer         | 24 h                                                          | 24 h                      |
| Antrieb                | 1 × Rotax 914                                                 | N/A                       |
| Bewaffnung             | 4 × Sadid-345-Gleitbomben                                     | 8 × Sadid-345-Gleitbomben |
| Avionik                | Oghab-6 Elektro-optik-/Infrarot-Sensor Laserentfernungsmesser | N/A                       |

## Einsatz
Im Syrischen Bürgerkrieg wurden Schahed-129-Drohnen eingesetzt. Im Juni 2017 wurde eine dieser Drohnen von einem US-amerikanischen Kampfflugzeug abgeschossen.
Im August 2022 erwarb Russland im Kontext des Russischen Überfalls auf die Ukraine nach Angaben des Weißen Hauses eine unbekannte Anzahl Drohnen aus dem Iran. Unter den Drohnen befanden sich neben dem neueren Modell Qods Mohajer-6 auch Schahed-129-Drohnen.

## Nutzer
- Iran – Flugabwehrkräfte der iranischen Revolutionsgarden
- Irak
  - Volksmobilisierungseinheiten
    - Kata'ib Hesbollah[11]
    - Kata'ib Sayyid al-Schuhada[12]
- Syrien[13]
- Russland[10]